# Last Breath (2025)
Last Breath is een Engels-Amerikaanse dramatische thriller uit 2025 geregisseerd en mede geschreven door Alex Parkinson. De film is gebaseerd op de gelijknamige documentaire van Parkinson en Richard da Costa uit 2019. De film ging in Nederland op 27 februari 2025 in première.

## Verhaal
De film volgt professioneel duiker Chris Lemons die reparaties uitvoert in de diepte van de Noordzee. Als het navigatiesysteem van zijn ondersteuningschip het begeeft, drijft deze van hem vandaan waardoor ook zijn verbindingskabel breekt. Hiermee strandt Chris in de duistere diepten met slechts enkele minuten aan zuurstof. Terwijl zijn collega's Duncan en David hem zoeken om hem te proberen te redden, moet Chris zijn laatste adem uitblazen tot de redding kan komen.

## Rolverdeling
| acteur          | personage             |
| --------------- | --------------------- |
| Finn Cole       | Chris Lemons          |
| Woody Harrelson | Duncan Allcock        |
| Simu Liu        | David Yuasa           |
| Cliff Curtis    | kapitein Andre Jenson |
| Mark Bonnar     | Craig                 |
| MyAnna Buring   | Hanna                 |
| Bobby Rainsbury | Morag                 |
| Josef Altin     | Mike                  |
| Connor Reed     | Andrew                |
| Nick Biadon     | Stuart                |
| Riz Khan        | Kirk                  |
| Aldo Silvio     | Brad                  |
| Kevin Naudi     | Alex                  |
| Claudiu Baciu   | Paul                  |
| Brett Murray    | Nick                  |

## Achtergrond
De film werd geregisseerd en mede geschreven door Alex Parkinson, voor het schrijven van het scenario van de film werd hij bijgestaan door Mitchell LaFortune en David Brooks. De film is gebaseerd op de gelijknamige documentaire van Parkinson en Richard da Costa uit 2019, dat op zijn beurt gebaseerd is op een ernstig duikongeval uit 2012. De muziek van de film werd gecomponeerd door Paul Leonard-Morgan. De opnames van de film gingen in mei 2023 van start in Malta.
In mei 2024 verwierf Focus Features de distributierechten van de film in gebieden, waaronder Verenigde Staten, Frankrijk, Scandinavië, Australië, China, Indonesië en Vietnam. Terwijl FilmNation Entertainment de film mee financierde en de verdere internationale verkoop verzorgde. Hoofdrollen in de film waren weggelegd voor onder anderen Finn Cole, Woody Harrelson, Simu Liu, Cliff Curtis en Mark Bonnar.

## Release en ontvangst
Last Breath ging op 27 februari 2025 in première in Nederland, een dag later werd de film in de Verenigde Staten in de bioscopen uitgebracht. De film werd door recensenten in het algemeen positief ontvangen. Op Rotten Tomatoes heeft de film een score van 79% op basis van 134 beoordelingen. Metacritic komt op een score van 65/100, gebaseerd op 33 beoordelingen.